# Juda ben Barzilaï
Juda (Yehouda) ben Barzilaï Albargeloni (ou HaBartzeloni) est un rabbin et talmudiste andalou ayant vécu entre la seconde moitié du XIe siècle et le début du XIIe siècle.

## Éléments biographiques
Sa vie est très mal connue. 
Étant souvent appelé HaNassi (le Prince), ainsi que ses descendants, il provient sans doute d'une famille très distinguée. Bien qu'il soit traditionnellement considéré comme un disciple d'Isaac ben Reouven, le fait est douteux; le nom de ses disciples, et si Abraham ben Isaac de Narbonne (RABaD II) en faisait partie, ne peut être davantage déterminé, bien qu'il soit certain qu'Abraham ben Isaac connaissait Juda ben Barzilaï personnellement, et le consultait pour des cas difficiles. 
Il engagea également une polémique avec son concitoyen et coreligionnaire Abraham ben Ḥiyya, qui aurait voulu, semble-t-il, postposer un mariage du fait des signes défavorables qu'il voyait dans les astres, tandis que Juda ben Barzilaï estimait cette conduite contraire à la Loi, la détermination de l'avenir par les signes étant interdite dans la Bible hébraïque. 

## Œuvres
Juda ben Barzilaï est l'un des plus importants codificateurs halakhiques du Moyen âge, bien que ses écrits dans ce domaine ont été, à l'exception de quelques fragments, perdus. Ils sont cependant souvent cités comme faisant autorité par Abraham ben Isaac de Narbonne et Isaac ben Abba Mari, pour lesquels il est simplement HaRav ou HaRav Hameḥabber (« Le maître compilateur »), ainsi que par Abraham ben David de Posquières et Zerakhia ben Itzhak Ha-Levi. 
Les travaux de Maïmonide et de Jacob ainsi que de Juda ben Asher, publiés un siècle plus tard, rendront les siens désuets, bien qu'il fût encore cité par des savants jusqu'au XVIe siècle. On peut déduire des citations trouvées dans les travaux de plus de quarante auteurs, qu'il avait codifié l'ensemble de la loi, rituelle et civile.
Son Sefer ha-'Ittim, dont des fragments manuscrits sont conservés à la bibliothèque du Jews' College de Londres, est nommément cité. Les fragments contiennent des régulations pour le Sabbath, mais le livre incluait en outre à l'origine des régulations pour les célébrations et les néoménies, ainsi que l'ensemble de la matière traitée dans la première partie du Ṭour, et peut-être même davantage. Une partie de ce Sefer ha-'Ittim est imprimée dans le Zekher Nathan de Coronel (pp. 129 et seq., Vienne, 1872). La partie de son code traitant des lois du mariage et sujets apparentés est appelé par certains Seder Nashim, et Yiḥous She'er Bossar par d'autres. La loi civile était contenue dans le Sefer haDinim (selon la lecture de Halberstam, au lieu de Sefer haDayyanim), divisés en cinq « portes » (chapitres), et dont le contenu peut être jugé par la section qui en a été publiée sous le titre de Sefer ha-Sheṭarot (S. J. Halberstam, Berlin, 1898), faisant 138 pages, et traitant des différentes formes de contrats selon la loi rabbinique.
Outre ces travaux halakhiques, Yehouda ben Barzilaï a également écrit un commentaire sur le Sefer Yeẓira. Comme la plupart des commentaires sur ce livre, le sien apporte peu à la compréhension du texte, et contient au contraire les discussions théologiques de l'auteur, mi-philosophiques mi-mystiques mais sans rapport avec le livre. L'auteur y fait montre d'une grande familiarité avec les littératures talmudique et midrashiques, donnant des extraits de travaux gaoniques, qui sont inconnus sinon. Son commentaire contient également une traduction de piètre qualité de deux chapitres du commentaire sur le Sefer Yeẓira de David ibn Merwan al-Mukkamas, qui conduiront à la redécouverte de ce philosophe lors de l'édition du commentaire de Yehouda ben Barzilaï par Halberstam.
Familier avec les écrits philosophiques de Saadia et de Samuel ben Hophni, mais non de ceux d'Ibn Gvirol ou de Baḥya, Juda se montre peu doué pour traiter de sujets philosophiques ou théologiques, ce qui est manifeste lorsqu'il tente, laborieusement, de réfuter les attaques des Karaïtes contre les Rabbanites, qui prennent selon les premiers les anthropomorphismes bibliques au sens littéral.
Ce commentaire pourrait néanmoins avoir eu son importance dans le développement de la Kabbale provençale, l'enseignement de Juda ayant été transmis à Abraham ben Isaac, maître d'Abraham ben David. 
Un traité sur la préparation des rouleaux de la Loi, publié par E. N. Adler, est attribué à Juda, apparemment sans raison suffisante. Dans son commentaire sur le Sefer Yeẓira, l'auteur mentionne un autre de ses travaux, Zemanim, dont rien d'autre n'est connu. D'après certaines de ses allusions, il aurait écrit un commentaire sur la Bible ou l'aurait au moins sérieusement envisagé.